# Ksenowaluta
Ksenowaluta – depozyt w walucie innej niż waluta kraju, w którym jest utrzymywany.

## Przykład
Na skutek spekulacyjnego przepływu kapitału spowodowanego między innymi istnieniem wielkich międzynarodowych organizacji pieniężnych, które nie podlegają żadnym regulacjom powstał rynek eurodolarowy. Jego początki sięgają lat 60. XX wieku. Przedmiotem obrotu są depozyty denominowane w dolarach amerykańskich utrzymywane w bankach mających siedzibę w krajach europejskich.
Analogicznie zasoby w innych walutach zagranicznych w bankach rezydentach w Europie tworzą rynek eurowalutowy.